# Цуриково (Поныровский район)
Цуриково — деревня в Поныровском районе Курской области России. Входит в состав Горяйновского сельсовета.

## География
Деревня находится на севере Курской области, в пределах северной части Донецко-Днепровского водораздела Среднерусской возвышенности, на берегах ручья Гнилец, в лесостепной зоне, на расстоянии примерно 15 км (по прямой) к юго-востоку от посёлка городского типа Поныри, административного центра района. Абсолютная высота — 222 м над уровнем моря.

### Климат
Климат характеризуется как умеренно континентальный, с тёплым летом и умеренно холодной зимой. Среднегодовая температура — 5 °C. Средняя температура воздуха самого тёплого месяца (июля) — 19,3 °C (абсолютный максимум — 37 °C); самого холодного (января) — −9 °C (абсолютный минимум — −38 °C). Среднегодовое количество атмосферных осадков составляет 650 мм, из которых 460 мм выпадает в тёплый период.

### Часовой пояс
Деревня Цуриково, как и вся Курская область, находится в часовой зоне МСК (московское время). Смещение применяемого времени относительно UTC составляет +3:00.

## Население
| 2010 |
| ---- |
| 91   |

### Половой состав
По данным Всероссийской переписи населения 2010 года, в половой структуре населения мужчины составляли 48,4 %, женщины — соответственно 51,6 %.

### Национальный состав
Согласно результатам переписи 2002 года, в национальной структуре населения русские составляли 99 % из 156 чел.